# Асијенда Консепсион Тлахинга, Ла Ермита (Теотивакан)
Асијенда Консепсион Тлахинга, Ла Ермита (шп. Hacienda Concepción Tlajinga, La Ermita) насеље је у Мексику у савезној држави Мексико у општини Теотивакан. Насеље се налази на надморској висини од 2289 м.

## Становништво
Према подацима из 2010. године у насељу је живело 9 становника.

### Хронологија
| Година       | 2010      |
| ------------ | --------- |
| Становништво | 9 (4 / 5) |

### Попис
| # | Индикатор                     | Вредност |
| - | ----------------------------- | -------- |
| 1 | Укупно домаћинстава           | 3        |
| 2 | Укупно насељених домаћинстава | 3        |
| 3 | Величина локације             | 1        |